# ملعب كأس العالم بجونجو
ملعب كأس العالم بجونجو هو ملعب كرة قدم في مدينة جونجو الكورية الجنوبية. يعتبر الملعب الرئيسي لفريق جيونبوك هيونداي موتورز. يبلغ عدد مقاعد الملعب 43348. جرت المباراة النهائية من دوري أبطال آسيا 2011 عليه، كما استضاف ثلاث مباريات في كأس العالم 2002.

## وصلات خارجية
- الموقع الرسمي لجيونبوك هيونداي موتورز (بالكورية)
- الموقع الرسمي لجيونبوك هيونداي موتورز (بالإنجليزية)
- ملاعب العالم